# ポール・ドレイトン
ポール・ドレイトン (Otis Paul Drayton、1939年5月8日 - 2010年3月10日)は、アメリカ合衆国の陸上競技選手。1964年東京オリンピックの金メダリストである。

## 経歴
ドレイトンは、1961年からAAUの大会の220ヤードを3連覇。1961年には4×100mリレーでアメリカチームの一員として39秒1の世界新記録を樹立。翌年の1962年には200mで20秒5の世界新記録を樹立した。
東京オリンピックでは、ドレイトンは200mに出場。20秒5で、同じアメリカのヘンリー・カーに次いで銀メダルを獲得。さらに、4×100mリレーでは、ドレイトンのほか、ジェラルド・アシュワース、リチャード・ステビンス、ボブ・ヘイズからなるアメリカチームの第1走者として、39秒0の世界新記録で金メダルを獲得した。